# Yes, Yes, Nanette
Pour plus de détails, voir Fiche technique et Distribution.
Yes, Yes, Nanette est une comédie muette sortie le 19 juillet 1925. Le film est réalisé par Stan Laurel et a pour vedettes James Finlayson et Oliver Hardy sur une production de Hal Roach.

## Synopsis
Nanette rentre chez ses parents avec son nouveau mari, Hillory, mais ce dernier est critiqué par sa nouvelle belle-mère puis par son beau-frère. Le chien de la famille lui grogne également après alors que la sœur de Nanette se moque de lui et de sa perruque. Hillory tente de sympathiser avec son beau-père en lui offrant un cigare mais ce dernier l'utilise pour bourrer sa pipe. Finalement, toute la famille passe à table, mais, après s’être assis sur une chaise truquée, Hillory perd sa perruque lors du bénédicité et le chien s'en empare. La fin du repas est gâchée quand ce nouveau mari, se servant involontairement de la nappe comme d'une serviette, se faire grogner dessus par le chien et se lève précipitamment de table en emportant plats et couverts avec lui.
À la suite du repas, Hillory chante alors que sa femme l'accompagne au piano, puis l'ancien fiancé de cette dernière, « Babe » Hardy, débarque et se prend le bec avec le nouveau mari. Interprétant de façon très personnelle un proverbe biblique, Hillory fait finalement fuir l'ancien fiancé et, ragaillardi par ce succès, impose au père de Nanette de sortir fumer sa pipe « au mazout » dehors. A la dernière scène du film, Nanette s'installe sur les genoux de son mari mais la chaise truquée ne supportant pas le poids cumulé, le couple se retrouve par terre.

## Fiche technique
- Titre original : Yes, Yes, Nanette
- Réalisation : Stan Laurel
- Scénario : Carl Harbaugh
- Production : Hal Roach
- Date de sortie : 19 juillet 1925
- Format : court métrage
- Genre :  cinéma muet
- Durée : 9 minutes

## Distribution
- James Finlayson : Hillory, le nouveau mari de Nanette.
- Lyle Tayo : Nanette
- « Babe » Oliver Hardy : l'ancien amoureux. Il apparaît dans ce film sans moustaches ni cravate, apparence célèbre de l'acteur.
- Jack Gavin : le père de Nanette
- Grant Gorman : Sonny Bryan
- Sue O'Neill : la sœur de Nanette